# Eucereon myrtusa
Eucereon myrtusa là một loài bướm đêm thuộc phân họ Arctiinae, họ Erebidae.